# Count Five
Count Five est un groupe américain de garage rock, originaire de San José, en Californie. Il est principalement connu pour le titre Psychotic Reaction, 5e du classement Billboard en 1966. Ce titre est présent sur la compilation Nuggets, sortie en 1972.

## Biographie
Le groupe est formé en 1964 autour de deux amis de lycée, John « Mouse » Michalski (guitare) et Kenn Ellner (chant / harmonica). Après s'être appelé quelque temps The Squires, le groupe devient Count Five et sa formation se stabilise l'arrivée de Roy Chaney (basse), John « Sean » Byrne (chant / guitare rythmique) et Craig « Butch » Atkinson (batterie). Sur scène, ils se distinguent en jouant vêtus de longues capes, en hommage au comte Dracula.
La composition de Byrne, Psychotic Reaction, un pilier du genre garage rock, devient rapidement le point culminant de leurs concerts. Cette chanson s'inspire notamment de plusieurs groupes de l'époque, tels que The Standells et The Yardbirds. Après plusieurs refus de la part de diverses maisons de disques, le groupe signe sur le label de Los Angeles Double Shot Records. Psychotic Reaction sort en 45 tours avec They're Gonna Get You en Face B. Le single pointe à la 5e place des charts américains fin 1966. Count Five poursuit sa carrière encore un an, mais ne retrouve pas le succès de Psychotic Reaction. Les membres du groupe, alors âgés de 17 à 19 ans, décident de reprendre leurs études, et le groupe se sépare.
Ils sont immortalisés en 1972, quand Lester Bangs publie son célèbre article Pyschotic Reactions and Carburetor Dung. Bangs y attribue au groupe plusieurs albums – Carburetor Dung, Cartesian Jetstream, Ancient Lace and Wrought-Iron Railings  et Snowflakes Falling on the International Dateline – qui n'ont jamais existé que dans son imagination. La chanson Psychotic Reaction passe dans le jukebox, au début du film Alice dans les villes de Wim Wenders (1974).
The Count Five ne se reforme qu'une seule fois, à l'occasion d'un concert dans un club de Santa Clara appelé « One Step Beyond », le 11 avril 1987. Cette performance a donné lieu à la sortie de l'album Psychotic Reaction Live. Dans les années 1990, Roy Chaney fonde le groupe The Count avec Byrne et le batteur Rocco Astrella. Ils sortent leur premier album, Can't Sleep, en 2002 et font partie des premiers groupes à inaugurer le San Jose Rock Hall of Fame.
Craig Atkinson est mort le 13 octobre 1998, et John « Sean » Byrne le 12 décembre 2008.

## Membres
- John « Sean » Byrne - chant, guitare rythmique
- Kenn Ellner :- harmonica, chant
- John « Mouse » Michalski - guitare
- Roy Chaney - basse
- Craig « Butch » Atkinson - batterie

## Discographie

### Singles
- Psychotic Reaction / They're Gonna Get You (juillet 1966, Double Shot)
- Peace of Mind / The Morning After (novembre 1966, Double Shot)
- Teeny Bopper, Teeny Bopper / You Must Believe Me (mars 1967, Double Shot)
- Contrast / Merry-Go-Round (juin 1967, Double Shot)
- Declaration of Independence / Revelation in Slow Motion (janvier 1968, Double Shot)
- Mailman / Pretty Big Mouth (1969, Double Shot)